# Museo Novecento
Il Museo Novecento si trova a Firenze, all'interno dell'antico Spedale delle Leopoldine in piazza Santa Maria Novella. È dedicato all'arte italiana del XX secolo e propone una selezione di opere dalla collezione permanente e cicli di mostre temporanee. È stato inaugurato il 24 giugno 2014. 

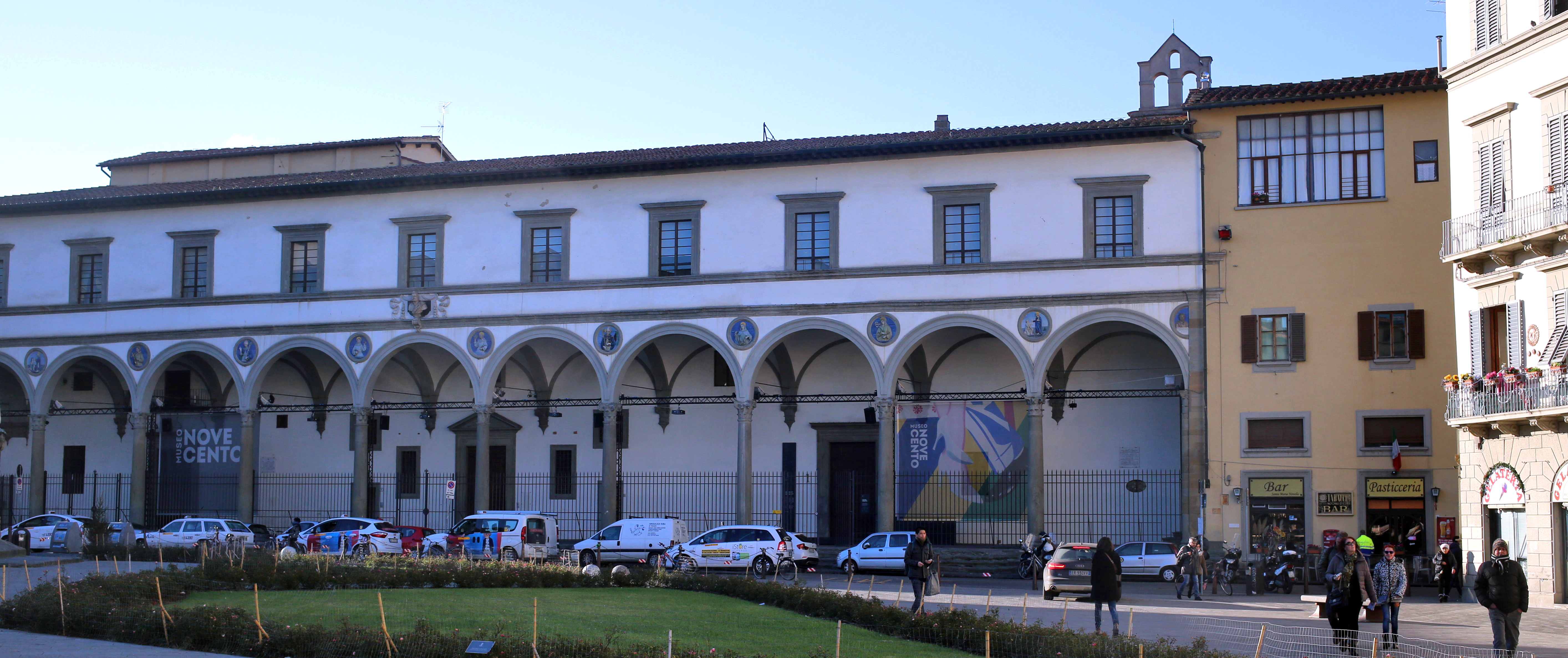
Museo Novecento

## Storia

### Nascita della collezione
Parte delle opere esposte sono pervenute a Firenze in seguito all'appello internazionale che il critico Carlo Ludovico Ragghianti rivolse al mondo dell'arte e della cultura dopo l'alluvione del 1966.
Il 15 novembre 1966 si rivolse direttamente ad artisti e collezionisti, non solo italiani, e li invitò a donare un'opera alla città, al fine di compensare con arte "nuova" le ingenti perdite del patrimonio artistico fiorentino causate dalla furia dell'acqua.
All'invito risposero oltre 280 artisti: alcuni fiorentini, come Sergio Scatizzi, altri vivaci frequentatori della città, come Lucio Fontana e Emilio Vedova. Fulcro delle visite di questi artisti erano importanti gallerie come Numero di Fiamma Vigo, Quadrante di Matilde Giorgini, la Galleria Vigna Nuova dei fratelli Danilo, Sergio e Valeria Santi e La Strozzina diretta dallo stesso Ragghianti dal 1946 al 1966.
Le opere donate, arrivate entro il mese di gennaio 1967, furono esposte a febbraio in Palazzo Vecchio nella mostra intitolata Gli Artisti per Firenze e confluirono nella Collezione civica del Novecento che già vantava alcuni dipinti di Ottone Rosai donati al comune nel 1963 dagli eredi (Fra di essi la serie di ritratti ovali dell'intelligencija fiorentina dell’epoca). Presto arrivarono ulteriori doni: 30 dipinti di Emilio Greco e nel 1968 l'intero studio di Marino Marini, ricco di sculture, pitture e disegni. Molte altre opere formalmente donate dagli autori, rimasero non ritirate, in mancanza di una sede dove collocarle.
La dotazione di ormai centinaia di opere, creò le premesse per la costituzione del Museo Internazionale di Arte Contemporanea, il MIAC, progetto ambizioso, ideato e fortemente voluto da Ragghianti, e appoggiato dal sindaco Piero Bargellini quale simbolica ripartenza della città dopo le ferite subite. Formalmente la struttura del MIAC era composta da un comitato esecutivo presieduto dal sindaco e da un comitato tecnico presieduto dallo stesso Ragghianti.
Firenze si avviava a diventare un "Centro di vita artistica contemporanea", occorreva quindi una sede per la destinazione delle raccolte museali. Ragghianti inizialmente valutò la storica Villa il Ventaglio, appena acquistata dallo Stato, quale sito momentaneo in attesa della sede definitiva individuata nel complesso di Porta Romana, per la cui costruzione il governo aveva già previsto uno stanziamento. Ma Ragghianti non vide realizzato il suo progetto: il Museo d'Arte Contemporanea di Firenze vedrà la luce solo nel 2014, dopo circa 50 anni.

### Collezione Della Ragione
Importante fu l'acquisizione della Raccolta Alberto Della Ragione comprendente 241 opere rappresentative dell'arte italiana fra il 1920 e il 1945, considerata già allora una delle più grandi raccolte d’arte contemporanea italiane. Colto ingegnere, appassionato mecenate e collezionista d'arte, Alberto della Ragione accompagnò con queste parole il suo generoso gesto: 
 La Raccolta Della Ragione venne donata dall'ingegnere Alberto alla città di Firenze nel 1970 e comprendeva opere di artisti italiani quali Renato Guttuso, Virgilio Guidi, Carlo Carrà, Felice Casorati, Giorgio de Chirico, Filippo de Pisis, Giorgio Morandi, Mario Mafai e Enrico Prampolini. L'ingegnere Alberto Della Ragione ricoprì un ruolo attivo nel mondo dell'arte italiana della seconda metà degli anni Trenta, intrattenendo amicizie e collaborazioni con galleristi e artisti. Sostenne la produzione di giovani artisti e ospitò coloro che trovarono difficoltà durante la Seconda guerra mondiale. 

### Altri lasciti
Nel 1973 il patrimonio artistico comunale si arricchì del lascito di Alberto Magnelli, quindici dipinti eseguiti tra il 1914 e il 1968, e delle opere di Corrado Cagli e Mirko Basaldella, esposte nell'aprile del 1979 all'interno dei locali di Palazzo Strozzi. L'effettiva donazione da parte degli eredi di entrambi, potrà essere formalizzata solo nel 1988. Tele di Filippo de Pisis, donate da Aldo Palazzeschi all'Università di Firenze, furono dal comune acquisite in prestito e testimoniano la grande amicizia tra i due. Altri lasciti riguardarono dipinti di Bruno Saetti e Aldo Salvadori.
L'intera collezione civica, denominata Museo Raccolta Alberto della Ragione e collezioni del '900, rimase nei locali della banca fino a novembre 2001, per essere trasferita temporaneamente nel complesso delle Oblate, dove ebbe scarsa visibilità.
Nel 2002 l'amministrazione comunale finalmente individuò la sede del Nuovo museo del Novecento presso l'ex convento delle Leopoldine di Santa Maria Novella. In attesa della ristrutturazione dell'intero complesso, la collezione tornò ad essere accessibile al grande pubblico nel maggio 2005 a Forte Belvedere, dove sarebbe dovuta rimanere fino al definitivo trasferimento nella nuova sede. Ma, chiuso e messo sotto sequestro il Forte per motivi giudiziari, dal 2008 al 2013 la Raccolta Alberto Della Ragione e collezioni del '900 rimase inaccessibile.

## Descrizione
Dopo quasi mezzo secolo di proposte e progetti, dopo un lungo lavoro di restauro finanziato dalla Cassa di Risparmio di Firenze, i locali dell'antico Ospedale di San Paolo, noto come Scuole Leopoldine, nel 2014 sono pronti ad accogliere il Museo d'arte contemporanea di Firenze, denominato Museo Novecento.
Il museo nasce su progetto museologico di Valentina Gensini, direttrice scientifica dal 2014 al 2017, con l'intento di documentare e raccontare l'intero XX secolo. 
Dal 2018 diventa direttore artistico del Museo Sergio Risaliti, il quale modifica ampiamente le sale espositive ed il percorso museale. Il museo acquisisce la dinamicità tipica di un centro di arte contemporanea, e anche la fruizione della collezione permanente cambia. La collezione non viene più considerata come un qualcosa di immobile, ma come attiva. Viene spesso sottoposta a pratiche espositive diverse e a nuove letture. 

### Percorso museale

#### Piano terra
Al piano terra, che si sviluppa attorno al Chiostro del vecchio Spedale, si trovano la biglietteria, il guardaroba, il bookshop ed un’area destinata all’accoglienza. Gli spazi espositivi accolgono mostre temporanee e progetti speciali. Il chiostro in estate ospita alcune proposte inserite nel programma dell'Estate Fiorentina.

Nel mezzanino si trovano la Sala Studio e uno spazio laboratorio dedicato ad attività didattiche rivolte a scuole e famiglie.

#### Primo piano
Qui si trova il loggiato rinascimentale che gira su quattro lati e ospita l'installazione  a neon Everything might be different di Maurizio Nannucci.

Dal loggiato si può avere accesso alla Sala Cinema che ospita proiezioni cinematografiche ma altresì lectures, workshops e performance, e alle sale espositive dedicate alle esposizioni temporanee e alle Grandi Mostre del museo. 

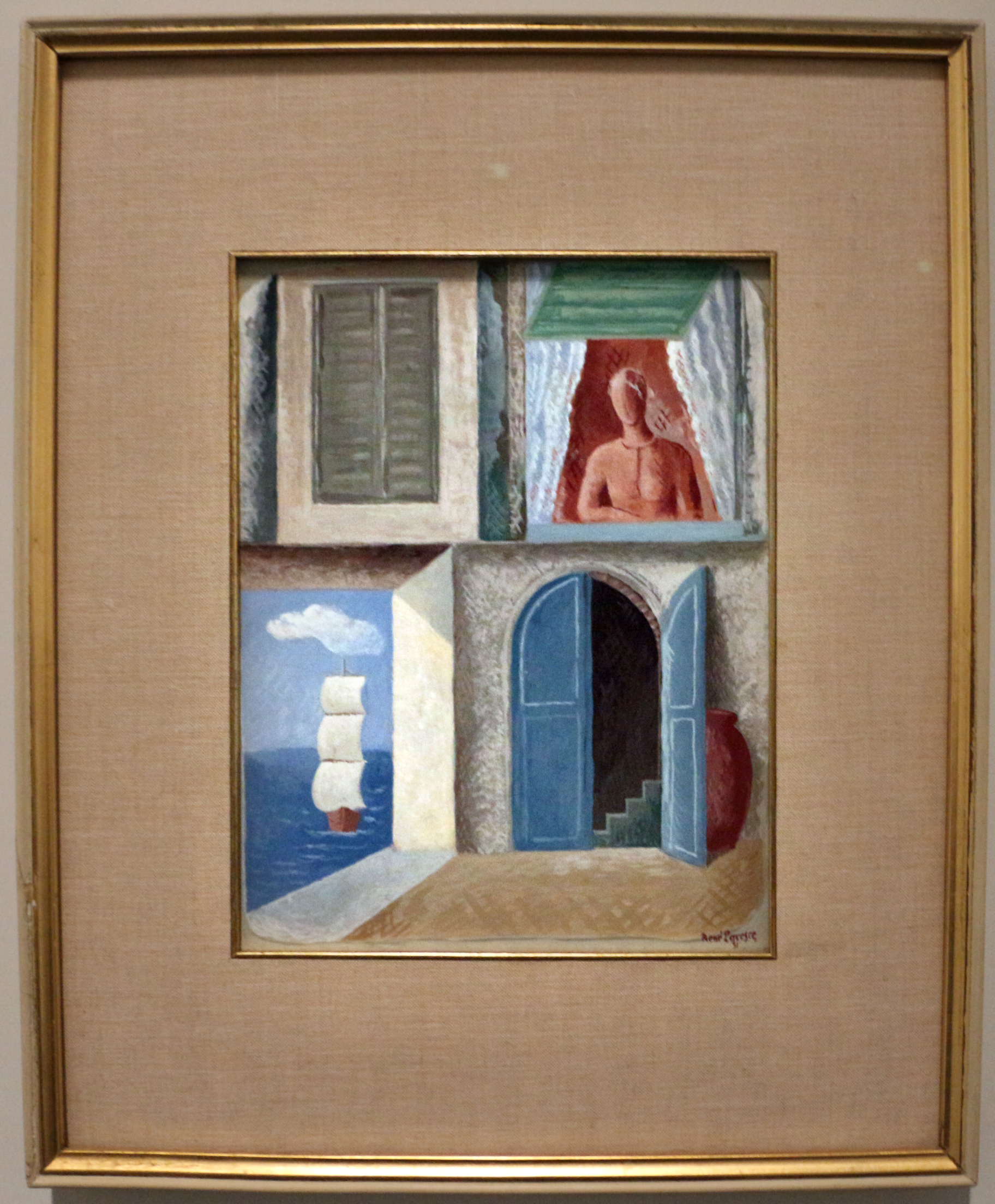
Renato Paresce, La donna alla finestra, 1931

#### Secondo piano
Il secondo piano si divide tra le sale espositive che accolgono la collezione permanente proveniente dalla Collezione Alberto della Ragione e quelle dedicate a  mostre temporanee.

#### Terzo piano
La sala espositiva del terzo piano ospita la collezione permanente proveniente dal Lascito Ottone Rosai. L'intera stanza è dedicata ad Ottone Rosai e ai poeti, critici e artisti da lui ritratti fra gli anni trenta e cinquanta. Le opere riferibili all'attività nell'ultimo ventennio di vita del maestro, sono state donate al comune dagli eredi Fei/Rosai. La serie dei Tondini e degli Amici sono ritratti eseguiti fra il 1939 e il 1943 di amici che come lui frequentavano il caffè fiorentino Le Giubbe Rosse. Tra loro si riconoscono i volti di Elio Vittorini, Eugenio Montale, Giorgio De Chirico, Mario Luzi, Gianfranco Contini, ecc. 
In questa sala vi è inoltre un video di circa venti minuti che propone una selezione di cut-up dai film più rappresentativi dei mutamenti di Firenze, decennio dopo decennio. I film che si succedono in ordine cronologico vanno da Vita futurista di Arnaldo Ginna, girato nel 1916, a Un tè con Mussolini di Franco Zeffirelli del 1999, e testimoniano il ruolo giocato dal cinema nella costruzione di una certa idea di Firenze, spesso legata al mito medievale-rinascimentale.

## Mostre temporanee
Con la nuova direzione artistica a cura di Sergio Risaliti il museo ha dato ampio spazio alle esposizioni temporanee. Talvolta queste esposizioni vengono progettate e allestite in collaborazione con altrie istituzioni, musei e fondazioni della città di Firenze. 
Alcune delle mostre temporanee del museo, dal 2018:
- Emilio Vedova
- Piero Manzoni
- Exit Morandi
- Vincenzo Agnetti
- Nel Novecento. Da Modigliani a Schiele, da de Chirico a Licini
- Wolfgang Laib: Without time, without place, without body (la mostra si sviluppava anche su altre sedi: il Museo di San Marco di Firenze, Cappella dei Magi, Cappella Rucellai e Cappella Pazzi)
- Allan Kaprow. I will always be a painter – of sorts
- Henry Moore. Il disegno dello scultore
- Jenny Saville (la mostra si sviluppava anche su altre sedi: Museo di Palazzo Vecchio, Museo dell'Opera del Duomo, Museo degli Innocenti, Museo di Casa Buonarroti)
- Anj Smith. A Willow Grows Aslant the Brook (presso il Museo Bardini)
- Le tre Pietà di Michelangelo. Non vi si pensa quanto sangue costa (presso il Museo dell'Opera del Duomo di Firenze)
- Filippo de Pisis. L'illusione della superficialità
- Giulio Paolini. Quando è il presente? (la mostra si sviluppava anche presso il Museo di San Marco di Firenze)
- Il Quarto Stato di Pellizza da Volpedo a Palazzo Vecchio (presso il Museo di Palazzo Vecchio)
- Rä di Martino. Play it Again (presso Forte Belvedere)
- Back to Moore. Forte Belvedere 1972 (presso la Sala d'Arme di Palazzo Vecchio)
- Tony Cragg. Transfer (la mostra si sviluppava anche presso il Cortile degli Uomini del Museo degli Innocenti)
- Henry Moore in Florence (presso Piazza della Signoria e il Sagrato dell'Abbazia di San Miniato al Monte)  Archiviato il 6 ottobre 2022 in Internet Archive.